# Årets Mål
Siden 2001 er Årets Mål i Superligaen blevet kåret, Årets Mål i Superligaen afgøres ved SMS-afstemning arrangeret af Danske Spil. Fra 2006 begyndte TV2 og DBU også at lave en afstemning om Årets Mål i dansk fodbold.

## Vinderne
| År   | DR                                                                 | TV2                                                                 |
| ---- | ------------------------------------------------------------------ | ------------------------------------------------------------------- |
| 2020 | Nicolai Geertsen, Lyngby BK (mod Slagelse)                         |                                                                     |
| 2019 | Lucas Andersen, AaB (mod Hobro)                                    |                                                                     |
| 2018 | Robert Skov, FC København (mod OB)                                 |                                                                     |
| 2017 | Simon Tibbling, Brøndby (mod Silkeborg)                            |                                                                     |
| 2016 | André Bjerregaard, AC Horsens (mod Viborg)                         |                                                                     |
| 2015 | Morten Nordstrand, AGF (mod FC København)                          |                                                                     |
| 2014 | Martin Thomsen, Hobro (mod Randers FC)                             |                                                                     |
| 2013 | Morten Nordstrand, FC Nordsjælland (mod FC København)              |                                                                     |
| 2012 | Jens Jønsson, AGF (mod Silkeborg)                                  |                                                                     |
| 2011 | Søren Berg, AGF (mod FC Midtjylland)                               |                                                                     |
| 2010 | Rasmus Würtz, AaB (mod Brøndby)                                    |                                                                     |
| 2009 |                                                                    |                                                                     |
| 2008 |                                                                    |                                                                     |
| 2007 |                                                                    |                                                                     |
| 2006 | Joseph Kamwendo for FC Nordsjælland mod FC København den 26. april | Jon Dahl Tomasson for Landsholdet mod Liechtenstein den 11. oktober |
| 2005 | Álvaro Santos for FC København mod SønderjyskE den 26. oktober     |                                                                     |
| 2004 | Martin Ericsson for AaB mod Herfølge den 24. oktober               |                                                                     |
| 2003 | Peter Foldgast for Brøndby IF                                      |                                                                     |
| 2002 |                                                                    |                                                                     |
| 2001 | Sibusiso Zuma for FC København mod Brøndby IF den 10. juni         |                                                                     |